# Cydistomyia polyzona
Cydistomyia polyzona är en tvåvingeart som först beskrevs av Szilady 1926.  Cydistomyia polyzona ingår i släktet Cydistomyia och familjen bromsar. Inga underarter finns listade i Catalogue of Life.